# Patrimoni dell'umanità del Qatar
I patrimoni dell'umanità del Qatar sono i siti dichiarati dall'UNESCO come patrimonio dell'umanità in Qatar, che è divenuto parte contraente della Convenzione sul patrimonio dell'umanità il 12 settembre 1984.
Al 2020 un solo sito è iscritto nella Lista dei patrimoni dell'umanità: il sito archeologico di Al Zubarah, scelto nel 2013 in occasione della trentasettesima sessione del comitato del patrimonio mondiale. Una è anche la candidatura per una nuova iscrizione.

## Siti del Patrimonio mondiale
| Foto | Sito                            | Luogo              | Tipo                         | Anno | Descrizione |
| ---- | ------------------------------- | ------------------ | ---------------------------- | ---- | --- |
|      | Sito archeologico di Al Zubarah | Madinat ash Shamal | Culturale (1402; iii, iv, v) | 2013 | La città costiera fortificata di Al Zubarah fiorì come centro di pesca delle perle e commercio tra la fine del XVIII secolo e l'inizio del XIX, prima di essere distrutta nel 1811 e abbandonata all'inizio del 1900. Uno strato di sabbia soffiata dal deserto ha protetto i resti dei palazzi, delle moschee, delle strade, delle case a corte e delle capanne dei pescatori del sito; il suo porto e le doppie mura difensive, un canale, mura e cimiteri. Gli scavi hanno avuto luogo solo su una piccola parte del sito, che offre un'eccezionale testimonianza di una tradizione di commercio urbano e di pesca delle perle che ha sostenuto le principali città costiere della regione e ha portato allo sviluppo di piccoli stati indipendenti che fiorirono al di fuori del controllo del imperi e alla fine portarono alla nascita dei moderni Stati del Golfo. |

## Siti candidati
| Foto | Sito                               | Luogo     | Tipo                       | Anno       | Descrizione |
| ---- | ---------------------------------- | --------- | -------------------------- | ---------- | --- |
|      | Riserva naturale di Khawr al Udayd | Al Wakrah | Naturale (5317; vii, viii) | 18/03/2008 | L'area offre bellezze paesaggistiche di livello mondiale sia nell'ambiente terrestre che in quello marino. La giustapposizione di grandi dune mobili che raggiungono la costa, dove si riversano in mare, insieme al grande bacino di marea, in un arido ambiente tropicale, non ha paralleli conosciuti in Medio Oriente o addirittura altrove nel mondo. La parte terrestre comprende barcane perfette e dune paraboliche, rowdat, uadi, mese, affioramenti calcarei e morfologie carsiche, sabkhah e isole nello stesso sistema di insediamento. Lo sviluppo di queste caratteristiche è il risultato di processi geologici e climatici sia antichi che odierni. |